# النزلة الشرقية
النَزْلَة الشَْرقيِّة قرية فلسطينية زراعية في محافظة طولكرم، يبلغ عدد سكانها حوالي 1,623 نسمة حسب التعداد العام للسكان عام 2017، وتبلغ مساحتها 4840 دونم (ما يمثل 1.6 % من مساحة محافظة طولكرم)، وهي من القرى المحتلة عام النكسة.

## الجغرافيا
تقع إلى الشمال الغربي من فلسطين، شمال محافظة طولكرم، على ارتفاع (200) متراً عن سطح البحر، تبعد عن مركز مدينة طولكرم 20 كم إلى الشمالي الشرقي منها.

### الحدود
يحد قرية النزلة الشرقية من الشرق أراضي بلدات كفر راعي ويعبد، أما من الشمال فيحدها أراضي قرية خربة فراسين، ومن الغرب النزلة الوسطى، أما من الجنوب فيحدها أراضي قرية صيدا.

## التاريخ
عُثر على قطع أثرية تعود إلى العصور الوسطى والعصر العثماني.

### العهد العثماني
تبعت القرية إلى الإمبراطورية العثمانية في عام 1517 مع كل فلسطين، وكانت تتبع ولاية شرق بيروت في الشام. عام 1882، أجرى صندوق استكشاف فلسطين الغربية مسحاً للبلدة ووصفها بأنها «قرية قديمة على أرض مرتفعة مع بئر إلى جنوبها، وأشجار زيتون ونخيل قليلة قربها».

### الانتداب البريطاني
في عام 1917، سقطت القرية بيد الجيش البريطاني، ودخلت البلدة مع باقي فلسطين مظلة الانتداب البريطاني على فلسطين عام 1920 حتى وقوع النكبة. أجرت سلطات الانتداب البريطاني تعدادا عاما للسكان عام 1931 وقد بلغ عدد السكان حوالي 256 مسلماً، ثم تزايد العدد حيث بلغ عدد السكان في تعداد عام 1945 حوالي 300 مسلم.

### الحكم الأردني
في أوائل خمسينيات القرن العشرين أتبعت القرية للحكم الأردني بين حربي 1948 و1967، وكان عدد سكانها آنذاك حوالي 507 نسمة عام 1961، وكانت تتبع إدارياً إلى قضاء طولكرم.

### النكسة
سقطت القرية في يد الاحتلال بعد حرب النكسة.

## السكان
دخلت فلسطين وفود كبيرة عبر العصور من تجار وغيرهم؛ وذلك لموقعها الهام كنقطة وصل بين القارات، ومركز للحضارات والأديان.
يبلغ عدد سكان النزلة الشرقية حاليا حوالي 1,623 نسمة جميعهم من المسلمين وذلك حسب التعداد العام للسكان 2017 الذي أجراه الجهاز المركزي للإحصاء الفلسطيني.
| السنة      | 1931 | 1945 | 1961 | (تعداد 2007) | (تقدير 2012) | (تعداد 2017) |
| ---------- | ---- | ---- | ---- | ------------ | ------------ | ------------ |
| عدد السكان | 256  | 300  | 507  | 1,500        | 1,650        | 1,623        |

## مؤسسات النزلة الشرقية
تضم القرية عدداً من المؤسسات هي: مجلس قروي مكون من 9 أعضاء، 3 مساجد، مدرستان للذكور والإناث، وعيادة صحية حكومية وصيدلية خاصة.

## الآثار
تضم القرية ثاث معالم أثرية هي: القصير، المكحل، خربة الحمام، بعضها يظهر للعيان وآخر أتت عليه عوامل المناخ فطمرته تحت الأرض، وثالث يكافح ليبقى ظاهرا ويبحث عمن يدعم صموده.

## الاقتصاد

### الزراعة
تعد الزراعة القطاع الاقتصادي الرئيسي في البلدة، تنتج البلدة محاصيل الزيتون، والتين، واللوز، والعدس، والقمح وبعض الخضراوات. لكن التوسع العمراني للبلدة والتوسع في البنية التحتية وفتح الشوارع قلص المساحات المزروعة من الأراضي الزراعية.

## الاستيطان
بين محافظتي طولكرم وجنين، أقام الاحتلال عام 1983 مستوطنة مدنية اسماها «حرميش» على أراضي قرى النزلة الشرقية، قفين، يعبد، فراسين.
يعني الاسم (حرميش) باللغة العربية «المنجل»، نسبة إلى اسم أداة الحصاد القديمة (المنجل). أقامتها سلطات الاحتلال عام 1983م. وهي مستوطنة مدنية، وتقع إلى الغرب من محافظة جنين وتبعد عن مدينة جنين حوالي 20 كيلو متر، وتقع في أقصى شمال محافظة طولكرم وتبعد عن مدينة طولكرم حوالي 22 كيلو متر، وهي مقامة ما بين محافظتي طولكرم وجنين.
بلغ عدد سكان المستوطنة عام 2013 حوالي 198 مستوطناً. تضخ المستوطنة مياه الصرف الصحي في الجهة الجنوبية للمستوطنة على أراضي النزلة الشرقية؛ ما يلوث المياه الجوفية والبيئة.